# Синономэ (эсминец, 1927)
«Синономэ» (яп. 東雲 Утренняя заря) — японский эскадренный миноносец типа «Фубуки».

## Строительство
Корпус корабля был заложен 12 августа 1926 года на стапеле Морского арсенала в Сасэбо. Спуск его на воду состоялся 26 ноября 1927, а флоту он был передан 25 июля 1928 года. 1 августа того же года эсминец был переименован из исходного «№ 40» в «Синономэ».

## История службы
После вступления в строй «Синономэ» вместе с однотипными «Муракумо», «Сиракумо» и «Усугумо» вошёл в состав 12-го дивизиона 3-й эскадры 2-го флота. В его составе он принимал участие в патрулировании побережья Китая в ходе шедшей войны и Индокитая в ходе его захвата.
20-26 ноября 1941 года 12-й дивизион перешёл из Курэ в Санья на острове Хайнань. Оттуда 4 декабря он вышел вместе с войсковыми транспортами, сопроводив их до Кота-Бару и вернувшись 11-го в Камрань.
16-го «Синономэ» вышел из Камрани для прикрытия высадки войск у Мири в британском Северном Борнео. Ранним утром 17 декабря у самой точки назначения (04°24′ с. ш. 114°00′ в. д.) он внезапно взорвался и затонул, все находившиеся на борту 228 человек погибли. Считалось, что это было следствием подрыва на минном заграждении. Однако в конце 1980-х годов были найдены свидетельства того, что эсминец был потоплен в ходе налёта 3 голландских летающих лодок «Дорнье-24», а двух попаданий 200-кг авиабомб добилась машина с бортовым номером X-32 под командованием лейтенанта Шерпа.
15 января 1942 года «Синономэ» был исключён из списков.

## Командиры
- 15.2.1928 — 30.11.1929 капитан 2 ранга (тюса) Токуити Куга (яп. 久我徳一);
- 30.11.1929 — 1.12.1930 капитан 3 ранга (сёса) Суминобу Сакай (яп. 境澄信);
- 1.12.1930 — 1.12.1932 капитан 3 ранга (сёса) Масао Ямамото (яп. 山本正夫);
- 1.12.1932 — 25.1.1933 капитан 2 ранга (тюса) Киёго Такэда (яп. 武田喜代吾);
- 25.1.1933 — 15.11.1933 капитан 2 ранга (тюса) Цутому Сибата (яп. 柴田力);
- 15.11.1933 — 15.11.1934 капитан 2 ранга (тюса) Сигэясу Нисиока (яп. 西岡茂泰);
- 15.11.1934 — 2.11.1936 капитан 2 ранга (тюса) Торадзиро Сато (яп. 佐藤寅治郎);
- 2.11.1936 — 1.7.1937 капитан 3 ранга (сёса) Кацумори Ямасиро (яп. 山代勝守);
- 1.7.1937 — 15.11.1937 капитан 2 ранга (тюса) Масаюки Китамура (яп. 北村昌幸);
- 15.11.1937 — 15.12.1938 капитан 2 ранга (тюса) Киёто Кагава (яп. 香川清登);
- 15.12.1938 — 1.12.1939 капитан 2 ранга (тюса) Кунидзо Канаока (яп. 金岡国三);
- 1.12.1939 — 15.10.1940 капитан 2 ранга (тюса) Магатаро Кога (яп. 古閑孫太郎);
- 15.10.1940 — 17.12.1941 капитан 2 ранга (тюса) Хироси Сасагава (яп. 笹川博中佐).